# みずきほたる
みずきほたる（1月17日 - ）は、日本のイラストレーターおよび原画家。神奈川県横浜市在住。血液型はA型。明治大学卒。ひよこソフト代表であり、株式会社トゥインクルクリエイトの社長を務める。

## 経歴・人物
ツインテールの少女のイラストを中心に商業・同人で活動し、4コマ漫画を描くこともある。
原画家・イラストレーター以外でも活動しており、同人サークル「水鏡」ではプロデューサーを担当。代表作は『灯穂奇譚』（公式サイトでは雑用係となっている。）。また、「ケロQ」のグッズ作成にも多数協力している。
2008年には月音、Blasterheadらと株式会社トゥインクルクリエイト（アダルトゲームブランドはひよこソフト）設立を発表。
2023年12月25日、女性社員にセクハラを常習的に行っていた事がXにて拡散され、本人のアカウントは現在削除されている。

## 代表作品

### ゲーム
- あした出逢った少女（MOONSTONE） - 原画
- ひなたぼっこ（Tarte） - グラフィックチーフ
- 灯穂奇譚（水鏡） - 雑用係（プロデューサー）
- 月染の枷鎖 -the end of scarlet luna-（ひよこソフト） - プロデュース・原画・彩色
- サクラの空と、君のコト -Sweet Petals For My Dear-（ひよこソフト） - プロデュース・原画・彩色
- おしえて☆エッチなレシピ -アナタとワタシのあま～いせいかつ！-（ひよこソフト） - プロデュース・彩色
- - あいこみゅ!! -IDOL Communication-（ひよこソフト） - プロデュース・原画・彩色

### イラスト
- 『はにかみトライアングル』シリーズ（五十嵐雄策・著、メディアワークス 電撃文庫） - 挿絵
- オタめしクッキング（綾川ゆんまお・著、グラフ社） - メインイラスト

## 同人活動
同人誌即売会では個人サークル「とぅいんくるはーと。」で活動している。月音のサークル『月音文庫』と合同サークルで活動することが多い。